# 946
سنة 946 م كانت سنة بسيطة تبدأ يوم الخميس (الرابط يظهر نموذج التقويم الكامل للسنة) من التقويم اليولياني.

## مواليد
- أبو القاسم أنوجور

## وفيات
- إبراهيم بن سنان